# Wiwi, het vreemde wezentje
Wiwi, het vreemde wezentje is de veertiende Kerstshow van Samson en Gert. De Samson en Gert Kerstshow is een jaarlijkse show die rond de periode van kerst wordt gespeeld en wordt uitgegeven door Studio 100. De show was te zien van 25 december 2004 tot 7 februari 2005 in de Koningin Elisabethzaal in Antwerpen. De show wordt verzorgd met dans, zang en toneel. Zoals vaak in een kerstshow het geval is, is er één groot verhaal dat wordt opgedeeld in kleinere stukjes. Deze sketches worden aaneen gebreid  door Samson en Gert die hun eigen liedjes zingen.

## Rolverdeling
| Personage              | Acteur               |
| ---------------------- | -------------------- |
| Samson                 | Danny Verbiest       |
| Gert                   | Gert Verhulst        |
| Meneer de burgemeester | Walter de Donder     |
| Alberto Vermicelli     | Koen Crucke          |
| Eugène Van Leemhuyzen  | Walter Baele         |
| Wiwi (stem)            | Britt Van der Borght |

## Verhaal
Samson en Gert ontdekken een vliegende schotel met daarin Wiwi, een wezen van een andere planeet. De Burgemeester en Alberto zijn erg opgetogen met dit vreemde bezoek aan hun gemeente. Samson en Gert laten Wiwi zien hoe mooi onze planeet is. Om energie te krijgen, moet Wiwi zich steeds aan zijn ruimtetuig opladen. Van Leemhuyzen kan het niet laten om een ritje te maken met de vliegende schotel. Wiwi's energie raakt op, maar Van Leemhuyzen is nog niet terug. Wat nu? 

## Muziek
De muziek in de show werd verzorgd door de XL-band.
De liedjes die door Samson en Gert gezongen werden tijdens deze show, zijn:
- Ouverture
- Klap maar in je handen
- In de disco (Alberto en de burgemeester)
- Kerstmedley:
  - De muziek van Kerstmis
  - Dan is het Kerstmis
  - Vrede
- Zeemedley:
  - Piraten-Potpourri
  - Roeien
  - Storm op zee
- Liefdesmedley:
  - Verliefd zijn
  - Ik ben Verliefd
  - We zijn op elkaar
- Reismedley:
  - Wie gaat er mee?
  - Bij Heidi in Tirol
  - S.O.S.
  - Mexico
- Oh la la la!
- De Wereld is mooi!
- Samsonrock